# Selbstwert
Unter Selbstwert (auch: Selbstwertgefühl, Selbstwertschätzung, Selbstachtung) versteht man in der Psychologie die Bewertung, die man an sich selbst vorgenommen hat. Die Begriffe werden wenig trennscharf verwendet, wobei Selbstvertrauen (Selbstsicherheit) sich auf die Kompetenzüberzeugungen (Fähigkeiten des Individuums) bezieht und als Teilkomponente des Selbstwertes verstanden werden kann, der sich darüber hinaus auch auf Eigenschaften beziehen kann, die nichts mit Kompetenzen zu tun haben. Der Selbstwert könnte sich beispielsweise auf Persönlichkeit und die Erinnerungen an die Vergangenheit und das Ich-Empfinden oder auf das Selbstempfinden beziehen. Auf das Selbstvertrauen wird in der Verhaltenstherapie vor allem unter dem Begriff Selbstwirksamkeitserwartung Bezug genommen. 
Sowohl ein gesteigertes als auch ein geringes Selbstwertgefühl (Insuffizienzgefühl) kann ein Symptom einer psychischen Störung sein. Unterschieden wird nicht nur, ob der Selbstwert einer Person hoch oder niedrig ist, sondern auch ob er stabil oder instabil, kontingent oder nicht-kontingent, explizit (bewusst kognitiv) oder implizit (unbewusst affektiv erfahrungsbedingt), sicher oder fragil ist. Laut Leary und Mitarbeitern dient der Selbstwert als ein Indikator für die soziale Integration eines Menschen (Soziometer-Theorie). Nach dem kognitiven Modell von Aaron T. Beck wird der Selbstwert auch stark von Denkprozessen (Grundannahmen, automatische Gedanken, verzerrte Informationsverarbeitung) beeinflusst.
Äußere Faktoren können das Selbstvertrauen prägen, wenn bei bestimmten Anforderungen hinreichend objektive Gründe gegeben sind, wie zum Beispiel Methodenkompetenz, ausreichende Kenntnisse oder Erfahrungen, wiederholte Tätigkeiten in ähnlichen Situationen oder Ähnliches.
Selbstwert ist darüber hinaus auch eine politisch-moralische Kategorie, die beispielsweise die Gewissheit begründet, in einer bestimmten Situation „im Recht“ zu sein, bzw. ein zustehendes Recht wahrzunehmen, einzufordern oder zu erstreiten.
Im allgemeinen Sprachgebrauch wird Selbstwert auch unpräziser Weise mit Selbstbewusstsein gleichgesetzt. Seltener wird der Begriff Eigenwert benutzt, der heute eine Eigenschaft linearer Abbildungen in der linearen Algebra beschreibt. Der Selbstwert steht in Beziehung zu den wissenschaftlichen Konstrukten des Ich oder des Selbst.

## Theorie
Selbstwertgefühl resultiert aus dem Vergleich der vermeintlichen subjektiven Fähigkeiten mit den Anforderungen, mit denen sich die Persönlichkeit konfrontiert sieht und im Bezug auf die Fähigkeiten anderer. Es lässt sich an ganz konkreten und zunehmend verallgemeinerten Anforderungssituationen bestimmen, zum Beispiel auch in psychologischen Tests. Ein hohes Selbstvertrauen gegenüber Anforderungen zeigt sich, wenn vorausschauend eingeschätzt wird, dass diese Situation gut gemeistert werden kann.
Der Grad des Selbstvertrauens hängt meist von der unterschiedlichen Befähigung für bestimmte Tätigkeiten ab und ist zeitlichen Änderungen (etwa durch Emotionen oder Müdigkeit) unterworfen.
Personen können situativ oder ständig ein inadäquates Selbstvertrauen haben, indem sie ihre Leistungsmöglichkeiten über- oder unterschätzen. Derartige Fehleinschätzungen entstehen auf der Grundlage individueller Besonderheiten, Einstellungen und anderer Eigenschaften.

### Hintergrund
Die Basis für einen sicheren Umgang mit sich und der Umwelt hängt eng mit dem Selbstvertrauen und dem Selbstwertgefühl zusammen. Die Selbstsicherheit bildet sich im Laufe der kindlichen Entwicklung aus:
1. über das Erzielen von Wirkungen – insbesondere von jenen, die beim Kind zu angenehmen, positiv erlebten Gefühlen führen;
2. das Erhalten von Wertschätzung und Anerkennung (als besondere Form sozialer Wirkung);
3. dem Identifizieren mit Bezugspersonen, die selbst die nötige Selbstsicherheit haben und auf das Kind positiv reagieren;
4. in der späteren Entwicklung durch eine Balance zwischen erlebter Freiheit und der Verbundenheit zu Bezugspersonen.

## Studien zum Zusammenhang mit dem restlichen Leben
Empirische Studien zum Selbstwertgefühl stehen vor der Schwierigkeit, dass der Selbstwert schwierig zu messen ist. So stellen sich Probanden häufiger besser dar, als sie sich tatsächlich sehen.
Selbsteinschätzung

Eine Studie an College-Studenten zeigte, dass eine hohe Selbstachtung zu dem Glauben führt, offenherziger, beziehungs- und konfliktfähiger zu sein und besseren emotionalen Rückhalt gewähren sowie sich gegen Gemeinheiten anderer besser behaupten zu können. Ein Zusammenhang dieser fünf Fähigkeiten mit dem Selbstwertgefühl zeigte sich, wenn die Personen selbst befragt wurden, nicht aber bei Befragung der jeweiligen Mitbewohner (Ausnahme: Knüpfen von Beziehungen).
Aussehen

Einer weltweit durchgeführten Studie zufolge korreliert das Selbstwertgefühl im Kindesalter stark mit der Zufriedenheit mit dem eigenen Aussehen.
In einer Studie von Edward F. Diener wurde das Selbstwertgefühl jeder Testperson ermittelt und anschließend dreimal fotografiert (ganzer Körper, geschminkte und ungeschminkte Portraitaufnahme). Eine Jury bewertete die Bilder nach Attraktivität. Eine schwache Korrelation von Selbstwerteinschätzung und Bewertung durch Dritte konnte nur bei den geschminkten Portraitaufnahmen festgestellt werden. Entsprechend werden Bilder von Menschen mit hoher Selbsteinschätzung nicht zwingend von anderen auch so beurteilt, wie diese sich selbst sehen.
Schulische Leistungen
Ältere Forschungsarbeiten kamen noch zu dem Ergebnis, dass ein gutes Selbstwertgefühl Ehrgeiz und Ausdauer stärkt und lähmende Gefühle von Inkompetenz schwächt.
Jedoch untersuchte eine jüngere Studie der Universität von Iowa mit mehr als 23.000 Personen, die in der 10. und 12. Klasse der High School getestet wurden, einen möglichen langfristigen Zusammenhang mit den schulischen Leistungen. Ein hohes oder niedriges Selbstwertgefühl in der 10. Klasse beeinflusste kaum die schulischen Leistungen in der 12. Auch umgekehrt waren schulischen Leistungen in der 10. Klasse kein Hinweis auf die Selbsteinschätzung in der 12. Klasse. Andere Studien bestätigten dies oder kamen sogar zu dem Schluss, dass sich ein hohes Selbstwertgefühl negativ auf die Leistungen auswirke. Ähnliche Befunde (keine oder negative Auswirkung eines hohen Selbstwertgefühls), gibt es in Untersuchungen über beruflichen Erfolg.
Selbstwertgefühl und Lebenszufriedenheit

Eine 1995 veröffentlichte Studie mit mehr als 13.000 College-Studenten zeigte eine Korrelation von Zufriedenheit mit dem eigenen Leben mit einem hohen Selbstwertbewusstsein.
Eine 2005 publizierte Erhebung mit mehr als 600 Erwachsenen im Alter zwischen 51 und 95 Jahren durch Sonja Lyubomirsky, Chris Tkach und M. Robin DiMatteo von der Universität von Kalifornien in Riverside bestätigte das.
Stärkung des Selbstwertgefühls und Erfolg

In einer Studie (1999) von Donelson R. Forsyth und Natalie A. Kerr von der Virginia Commonwealth University erhielten Psychologie-Studenten in einem College-Kurs, der in zwei Gruppen mit gleichem Notendurchschnitt aufgeteilt wurde, wöchentlich entweder eine das Selbstwertgefühl stärkende oder eine die persönliche Verantwortung unterstreichende E-Mail. Die Gruppe, deren Selbstwertgefühl zu stärken versucht wurde, verfehlte das Kursziel – die Gruppe, der Verantwortung aufgeladen wurde, bestand es, wenn auch nur knapp.
Selbstwertgefühl und Alkohol-/Drogenmissbrauch im Jugendalter

Studien über den Zusammenhang des Selbstwertgefühls und Alkohol- oder Drogenmissbrauch in der Jugend ergeben kein einheitliches Bild: Manche Studien ergeben, dass Teenager mit Minderwertigkeitsgefühlen im Alkohol Trost suchen, andere kommen zu dem Schluss, dass gerade sehr selbstbewusste Jugendliche den Rausch suchen.
Eine groß angelegte Studie im Jahr 2000 von Rob McGee und Sheila M. Williams von der medizinischen Fakultät der Otago-Universität in Neuseeland fand keine Korrelation zwischen dem Selbstbewusstsein von 9- bis 13-Jährigen und späterem Alkohol- oder Drogenmissbrauch im Alter von 15 Jahren.

Dagegen entdeckten drei Jahre zuvor A. Andrews und Susan C. Duncan vom Oregon-Forschungsinstitut eine Schwächung des Selbstwertgefühls durch sinkende Motivation in der Schule und einen durch das geschwächte Selbstwertgefühl folgenden, wenn auch gering wahrscheinlicheren Marihuana-Konsum.
Selbstwertgefühl und Gewaltverbrechen

Roy F. Baumeister von der Universität von British Columbia in Vancouver (Canada) stellte die von Psychologen Jahrzehnte lang geglaubte Annahme, dass Aggressivität durch ein niedriges Selbstwertgefühl begründet ist, 1996 infrage. Verschiedene Studien zeigten ihm, dass Gewaltverbrecher eine hohe und vielleicht überzogene Meinung von sich selbst haben. Dan Olweus von der Universität Bergen in Norwegen zeigte, dass herumkommandierende Kinder selbstsicherer und weniger ängstlich sind.

## Arbeitssoziologie
Langzeitarbeitslose, vor allem jene, die vorher in jahrelangem, festem Arbeitsverhältnis standen, tendieren dazu, ihr durch den Beruf definiertes Selbstverständnis in Frage zu stellen. In der Regel tritt nach sechsmonatiger bis einjähriger Arbeitslosigkeit ein Gefühl der Nutzlosigkeit auf, das in manchen Fällen zur Entfremdung von der Familie und/oder anderen sozialen Milieus führen kann, bis hin zur Selbstaufgabe und zum Suizid. Es besteht offenbar ein Zusammenhang zwischen anwachsender Arbeitslosigkeit und der Zunahme von Depressionen und psychotischen Erkrankungen. So wird berichtet, dass der Soziologe und Psychologe Thomas T. Cottle, der die psychischen Folgen der Arbeitslosigkeit über 15 Jahre hinweg untersuchte, bei Langzeitarbeitslosen in Amerika, die durch die US-Regierung als „entmutigt“ eingestuft wurden, pathologische Symptome feststellte, die denen Sterbender ähnelten.
Im Aufsatz "Die glücklichen Arbeitslosen – ein Manifest" findet sich der Ansatz der Förderung von Glück für Arbeitslose durch das Schaffen neuer gesellschaftlicher Werte: Während beim unglücklichen Arbeitslosen "der einzige gesellschaftliche Wert, den er kennt, die Erwerbstätigkeit ist", er nichts zu tun hat und sich (wie ein Rentner) langweilt, weil die Arbeit oft die einzige Kontaktmöglichkeit ist, wofür "natürlich die Arbeit und nicht die Arbeitslosigkeit" der Grund ist, entwickelt der glückliche Arbeitslose durch das Einweihen neuer gesellschaftlicher Werte "Kontakte mit einem Haufen sympathischer Menschen" und ist "sogar bereit, Resozialisierungskurse für gekündigte Arbeitnehmer zu geben".

## Psychologie
Der Selbstwert ist auch ein Konzept in der wissenschaftlichen Psychologie, insbesondere in der Persönlichkeits- und der Differentiellen Psychologie, aber auch innerhalb der Sozialpsychologie.

### Begriffsklärung
In der psychologischen Forschung beschreibt der Selbstwert eine der drei Komponenten des Selbst. Selbstwert oder synonym die Selbstwertschätzung entspricht der affektiven Komponente. Hierbei handelt es sich um die Bewertung des Bildes von der eigenen Person. Die kognitive Komponente ist das Selbstkonzept, also das Bild, das Personen von sich selbst haben. Unter der konativen oder handlungsbezogenen Komponente können Begriffe wie Selbstwirksamkeitserwartung oder Selbstdarstellung subsumiert werden. Der Begriff Selbstwertschätzung entspricht am ehesten dem englischen Begriff „self-esteem“ und umfasst positive wie auch negative Bewertungen der eigenen Person. Der Begriff Selbstwertgefühl hingegen ist weniger angemessen, weil es sich dabei nicht um ein Gefühl oder eine Emotion im engeren Sinne handelt.

### Erklärungsmodelle und Theorien

#### Drei Quellen des Selbstwerts
Menschen gelangen über drei verschiedene Quellen zu selbstbezogener Information. Mittels Selbstbeobachtung kann aktuelles Verhalten und Erleben zu früheren Ereignissen in Beziehung gesetzt werden und sich so eine positive oder eher negative Selbsteinschätzung herauskristallisieren. Je nachdem, wie der soziale Vergleich mit anderen Personen ausfällt, erleben sich Personen unterschiedlich. Rückmeldungen stellen die dritte Quelle selbstbezogenen Wissens dar. Die Beurteilung dieses Wissens wirkt sich wiederum auf die Selbstwertschätzung aus. Unter „Selbstwertquellen“ hingegen versteht man Bereiche des Lebens, aus denen man seinen Selbstwert zieht. Vergängliche Selbstwertquellen wie zum Beispiel Schönheit sind insofern problematisch, als sie mit dem Älterwerden zu Schwankungen oder gar Einbrüchen im Selbstwert führen.

#### Sechs Säulen des Selbstwertgefühls
Neben den im Laufe der Entwicklung wichtigen Faktoren zu einem gesunden Selbstwertgefühl, nennt der Psychologe Nathaniel Branden die folgenden Bedingungen, die „die sechs Säulen des Selbstwertgefühls“ bilden:
1. Bewusstes Leben
2. Selbstannahme
3. Eigenverantwortliches Leben
4. Selbstsicheres Behaupten der eigenen Person
5. Zielgerichtetes Leben
6. Persönliche Integrität

Authentische Selbstsicherheit und Selbstwertgefühl sind nach der Meinung Brandens in einem positiven Ansatz weitgehend abgekoppelt von der Rückmeldung eines Gegenübers.

#### Drei Säulen-Modell des Selbstwerts
Stavros Mentzos geht in seinem Drei-Säulen-Modell davon aus, dass die Selbstwertregulierung sowohl von der Spiegelung wichtiger Bezugspersonen (Ideal-Selbst), der Identifikation mit anderen Personen (Ideal-Objekt) sowie der handlungs- und leistungsorientierten Anerkennung (Bildung des Über-Ichs) abhängt. Gemäß diesem Modell könne es bei der Schwächung einer Säule zu einer verstärkten Nutzung der anderen Säulen im Sinne einer defensiven Überkompensation kommen.
- Säule I: Das Selbstbild. Das kindliche Größenselbst sei die früheste und unreifste Stufe des Selbstbildes (er verbindet hiermit auch den manischen Größenwahn eines [erkrankten] Erwachsenen). Eine „Stufe darüber“ seien die „mehr oder weniger lebenslang vorhandenen halbbewussten Größenfantasien positioniert. Schließlich, zur Spitze hin, findet man das reife Ideal-Selbst, also die realistisch korrigierte positive Vorstellung von sich selbst, das trotz unvermeidlicher Fehler (…) einen Puffer gegen Erschütterungen (durch Kränkungen und Misserfolge) garantiert“.[24] Der Realitätskontakt wird also (innerhalb der Säule nach oben „wachsend“) nach oben hin immer enger (und reifer).
- Säule II: Das Objektbild. Die Basis (oder auch, die früheste unreifste Form) sei eine symbiotische Bindung und „bald auch die identifikatorische Partizipation an den idealisierten Eltern-Imagines“.[25] Eine Stufe höher seien Identifikationen mit anderen Leitbildern wichtig (die Eltern würden abgelöst bzw. ergänzt) und ganz oben sei eine reife Ideal-Objekt-Identifikation (jemand introjiziert hier nicht mehr nur, sondern identifiziert sich). Anders als bei Säule I wird der Mensch hier nicht bewundert oder durch Spiegelungen gestärkt, sondern er bewundert selbst – und das auf unterschiedlichen Reife-Stufen.
- Säule III: Das Gewissen. Die früheste Form sind archaische Über-Ich-Vorläufer, die eine dyadische Beziehungskonstellation repräsentieren (ähnlich wie die Symbiose in Säule II auf dieser Stufe). Die nächste Stufe sei ein ödipales Über-Ich (mit Triangulierung und übernommenen Geboten bzw. Verboten). Ganz oben sei das reife Gewissen, das aus bewusster Selektion der früheren Über-Ich-Vorläufer besteht und auch aus eigenen, „neu entstandenen Maßstäben und Werten“[26].

Kombiniert man dieses drei Säulen-Modell mit der Selbstdiskrepanz-Theorie nach Higgins, so wird deutlich ersichtlich, wann genau Erschütterungen und Kränkungen erwartbar sind. Nämlich dann, wenn ein Individuum eine Diskrepanz wahrnimmt (oder: innerlich an sich heran lässt) zwischen a) dem eigenen realen versus idealen Selbstbild, b) dem realen versus idealen Objektbild und c) zwischen realen (anderen) äußeren Tatsachen und inneren (eigenen) moralischen Gewissens-Ansprüchen.
- Beispiele für Diskrepanzen in Säule I: Plötzliche Arbeitsunfähigkeit, Schlaganfälle, Krankheiten usw., die das (ggf. unbewusste) Selbstbild „ich bin fähig/unverwundbar/nicht alt“ erschüttern können. In Mentzos' Worten: "So bedeutet eine durch Verminderung der körperlichen und psychischen Vitalität auftretende "Schwäche" der Funktion der rechten Säule den womöglichen Kern einer Depression in der Involution oder im Alter oder nach schwerer körperlicher Erkrankung, Amputation, Herzinfarkt usw."[28]
- Beispiele für Diskrepanzen in Säule II: Plötzlich entpuppt sich der Ehemann/Mutter/Vater als jemand Kränkendes (durch eine Affäre, ein Doppelleben, eine bisher nicht ersichtliche Enttäuschung, eine Lüge). Auch Todesfälle oder Trennungen können eine Diskrepanz und Erschütterung der narzisstischen Homöostase darstellen. In Mentzos' Worten: Eine "Abhängigkeitsdepression [entsteht durch] einen Objektverlust", danach erfolge oft eine zunächst "überkompensierende Reaktion in Form einer pseudounabhängigen Haltung (um die ausgefallene Sicherheitskomponente zu ersetzen), die jedoch meistens nicht sehr lang die Depression verhindern kann. Daraufhin entwickelt sich unter Umständen [...] Hilflosigkeit, Anhänglichkeit, Abhängigkeit."[29]
- Beispiele für Diskrepanzen in Säule III: Die anderen Bezugspersonen (oder man selbst) haben sich durch eine Tat oder eine Unterlassung schuldig gemacht – was eine Bestrafungsaggression oder eine Kränkungswut (im Sinne einer moralischen Empörungswut) nach sich zieht. Mentzos schreibt von einer "überkompensatorisch[en] "Leistungswut", die jedoch meistens bald versagt und von einer Regression und Unterwerfung gegenüber dem strengen Über-Ich gefolgt wird (Schulddepression)"[30]

Ein Suizid ließe sich durch alle drei Säulen hinweg illustrieren: Ein Mensch erträgt etwas an sich selbst nicht mehr (Säule I), etwas an seinen Bezugspersonen oder seiner Umwelt (Säule II), und/oder etwas, das mit Schuld und Strafe (Gewissen und Moral) zusammenhängt (Säule III).
Zur psychoanalytischen Theorie siehe auch: Selbstobjekt

#### Theorie der sozialen Vergleichsprozesse
Filipp nimmt an, dass Personen aus verschiedenen Quellen selbstbezogenen Wissens, wie direkte und indirekte Rückmeldungen, eigene soziale Vergleiche und Beobachtung eigener innerer und äußerer Reaktionen, ihr Selbstbild entwickeln. In der Theorie der sozialen Vergleiche wird angenommen, dass der Selbstwert ein Resultat sozialer Vergleichsprozesse ist. Nennenswert ist hier die Theorie sozialer Vergleichsprozesse von Festinger. Sowohl die Auswahl der Vergleichsmerkmale, als auch die Wahl der Vergleichspersonen beeinflussen die Ausprägung des Selbstwertgefühls:
- Vergleichsperson: Der Selbstwert verringert sich dabei, wenn man sich in Bezug auf die Vergleichsdimension mit besseren Personen vergleicht (Aufwärtsvergleiche) und verbessert sich bei Vergleichen mit schlechteren Personen (Abwärtsvergleiche). Relevant für die Auswahl der Vergleichspersonen ist auch die Theorie der Aufrechterhaltung der Selbstbewertung.

- Vergleichsmerkmal: Die Wahl der Vergleichsdimension ist prinzipiell willkürlich, wobei die Merkmale relevant sein dürften, die Bestandteil des Selbstschemas sind (siehe Schema).[32] Bei einem negativen Vergleichsergebnis kann das Merkmal als selbstwertirrelevant eingestuft werden, was selbstwertschützend wirkt.[32] Umgekehrt kann ein bisher irrelevantes Merkmal, das zu einem positiven Vergleichsergebis führt, in das Selbstschema aufgenommen werden und damit das Selbstwertgefühl erhöhen.[32]

#### Soziometer-Theorie
Leary und Kollegen (1995) gehen davon aus, dass das Selbstwertgefühl anzeigt, wie akzeptiert oder abgelehnt sich eine Person von anderen Mitgliedern seiner sozial relevanten Gruppe empfindet. Der Selbstwert könnte so als eine Art Überwachungssystem für soziale Beziehungen betrachtet werden.

#### Soziale Identitätstheorie
Tajfel unterscheidet zwischen der personalen Identität (Eigenschaften, die der Abgrenzung von anderen Personen dienen) und der sozialen Identität (Eigenschaften, die sich aus einer Gruppenzugehörigkeit ergeben und die einen von anderen Gruppen abgrenzen). Aus der Notwendigkeit, sich in der Welt zu orientieren, entstehe das Bedürfnis zu kategorisieren, wodurch sich die soziale Identität ergebe. Sich zu einer Gruppe zugehörig zu fühlen, die man positiv bewertet, steigere den Selbstwert.

#### Attributionstheorie
Gemäß der Attributionstheorie wirken sich Erfolge und Misserfolge nur dann auf das Selbstbild und damit auch auf den Selbstwert aus, wenn sie als Hinweis auf eigene überdauernde Eigenschaften gewertet werden. Werden Erfolge als Hinweis auf eigene Stärken interpretiert, die Ursache für Misserfolge hingegen äußeren Umständen zugeschrieben, steigert und schützt dies den Selbstwert (siehe selbstwertdienliche Verzerrung).
Defensive Strategien zur Bewahrung des Selbstwertes
Covington (2000) nennt drei mögliche Strategien um den eigenen Selbstwert zu bewahren:
- Selbstwertprotektion: Anstrengung wird mit Absicht vermieden, um ein Scheitern der mangelnden Anstrengung zuschreiben zu können.
- Self-Handicapped-Verhalten: Schon vor Arbeitsbeginn werden Hindernisse eingebaut, beispielsweise zu später Arbeitsbeginn, um Misserfolge dem Hindernis zuschreiben zu können.
- Defensiver Pessimismus: Unrealistisch niedrige Ziele können die Angst mindern, die gesetzten Ziele nicht zu erreichen.

### Erfassungsmethoden
Selbstwertschätzung wird am häufigsten mit Selbstbeschreibungsfragebögen erfasst. Als ein eindimensionales Verfahren ist die Rosenberg Self-Esteem Scale (Rosenberg, 1965) zu nennen. Sie ist die international am weitesten verbreitete Skala, die mit zehn Items sehr ökonomisch die globale Selbstwertschätzung ermittelt. Selbstwerttheorien gehen zusätzlich davon aus, dass Selbstwertschätzung hierarchisch strukturiert ist, sich also unter der globalen Selbstwertschätzung mehrere Facetten des Selbstwerts wie Leistungsselbstwert oder sozialer Selbstwert gliedern. Mehrdimensionale Selbstwertskalen wie die Feelings of Inadequacy Scale (FIS, Janis & Field, 1959) oder die Multidimensionale Selbstwertskala (MSWS, Schütz & Sellin, 2006) tragen dieser hierarchischen Struktur Rechnung.

### Entwicklung von Selbstwertschätzung
Eine Übersichtsarbeit fasste mehrere empirische Studien zur Erblichkeit des Selbstwertgefühls zusammen. Sie kam zu dem Ergebnis, dass die von Geschwistern gemeinsam erlebte Umwelt (wie z. B. Erziehungsstil der Eltern; das Aufwachsen in einem bestimmten Viertel) im Allgemeinen keinen signifikanten Einfluss auf das Selbstwertgefühl hat. Nur im Lebensbereich von intellektuellen und kulturellen Talenten macht die gemeinsame Umwelt höchstens etwas mehr als 10 % der Unterschiede beim Selbstwertgefühls aus. Sowohl beim Selbstwertgefühl zu anderen Lebensbereichen als auch beim allgemeinen Selbstwertgefühl machen hingegen genetische Einflüsse einen größeren Anteil (30–50 %) der beobachteten Unterschiede aus. Nicht mit Geschwistern geteilte (d. h. nur von einem Individuum erlebte) Umwelteinflüsse verursachen durchgängig einen großen Teil der Unterschiede im Selbstwertgefühl zwischen Geschwistern. Die nicht geteilte Umwelt macht dabei oft mehr als 50 % der beobachteten Unterschiede beim Selbstwertgefühl aus.
Eine große Anzahl an Studien deutet darauf hin, dass Männer einen höheren Selbstwert als Frauen besitzen. Des Weiteren konnte im Verlauf des Lebens ein Anstieg des Selbstwertgefühls festgestellt werden, bis es in einem Alter von ungefähr 60 Jahren seinen Höhepunkt erreicht. Der Rückgang des Selbstwertgefühls im Alter wird auf Veränderungen im sozio-ökonomischen Status und der allgemeinen Gesundheit zurückgeführt.
Die Selbsteinschätzungen von Kleinkindern basieren noch auf Bewertungen wie „gut“ oder „schlecht“. Im Verlauf der kindlichen Entwicklung gewinnt der soziale Vergleich mehr an Einfluss, so dass insbesondere bei Übergängen in neue Lebensphasen (zum Beispiel Einschulung) die Selbstwertschätzung Umbrüchen unterliegt. Die Pubertät ist durch die Suche nach Identität und häufig durch Selbstzweifel gekennzeichnet. Insbesondere bei Mädchen ist ein Absinken des Selbstwerts zu verzeichnen, da die vorherrschenden Schönheitsideale meist entgegen ihrer pubertären Entwicklung stehen. Obwohl häufig davon ausgegangen wird, dass sich Persönlichkeitseigenschaften im Erwachsenenalter nicht mehr verändern, stellten Studien fest, dass die Selbstwertschätzung in dieser Lebensphase durchaus beeinflusst wird, besonders durch familiäre und berufliche Erfolge oder Misserfolge.

### Aktuelle Forschung
Neben Untersuchungen zum expliziten Selbstwert, den meist Selbstbeschreibungsfragebögen ermitteln sollen, versucht ein Teil der psychologischen Forschung heute, die implizite Selbstwertschätzung zu erfassen. Sie ist definiert als die spontane, nicht bewusste Bewertung der eigenen Person. Indirekte Verfahren wie beispielsweise der implizite Assoziationstest (IAT; Greenwald, McGhee & Schwartz, 1998) sollen anhand von Reaktionszeiten auf diese Form der Selbstwertschätzung schließen lassen. Hervorzuheben ist, dass explizite und implizite Selbstwertschätzung in „Selbstwertdiskrepanzen“ auseinanderklaffen können. Weiterhin werden in aktueller Forschung Mechanismen der Selbstwerterhöhung untersucht. Ein Beispiel für einen solchen Mechanismus ist die Selbst-Stereotypisierung, wenn Annahmen und Wissen über eine positiv bewertete Gruppe, der man selbst angehört, auf die eigene Person übertragen werden.

### Pathologie
Karen Horney nahm 1939 erstmals eine genaue Unterscheidung zwischen gesundem Selbstbewusstsein und pathologischem Narzissmus vor. Sowohl eine zu niedrige als auch überhöhte Selbstwertschätzung könnten zu Problemen führen. Im ICD-10 ist ein vermindertes Selbstwertgefühl ein Zusatzkriterium für die Diagnose einer Depression, eine überhöhte Selbsteinschätzung umgekehrt für die Diagnose einer Manie. Beim Narzissmus ist im DSM-IV von einem grandiosen Gefühl der eigenen Wichtigkeit die Rede. Im DSM-IV-TR wird beschrieben, dass bei Anorexia nervosa und Bulimie Körpergewicht und Figur einen übertriebenen Einfluss auf das Selbstwertgefühl haben.  Jugendliche mit einer sozialen Phobie hätten laut Leitlinie neben der Furcht vor Kritik auch ein niedriges Selbstwertgefühl. Prüfungsangst kann als spezifische soziale Phobie aufgefasst werden. Nach der Selbstwerttheorie Covingtons ist die Ursache für Prüfungsangst, dass der Selbstwert in westlichen Gesellschaften unmittelbar mit der Leistungsfähigkeit verknüpft ist.

#### Zusammenhang mit Depression
Niedriger Selbstwert und Depression beeinflussen sich gegenseitig. Doch lange war unklar wie dabei die Hauptkausalrichtung ist. Während das "Vulnerabilitätsmodell" besagt, dass ein geringes Selbstwertgefühl zu Depressionen beiträgt, besagt das "Narbenmodell", dass Depressionen das Selbstwertgefühl untergraben. Eine Metaanalyse von 77 Studien stützte das Vulnerabilitätsmodell: Der Effekt des Selbstwertgefühls auf die Depression war signifikant stärker als umgekehrt.

## Selbstwertsteigernde Interventionen
Potreck-Rose und Jacob unterscheiden vier Säulen des Selbstwertes und richten danach therapeutische Interventionen zur Steigerung des Selbstwertes aus. Die vier Säulen sind: Selbstakzeptanz, Selbstvertrauen, soziale Kompetenz, soziales Netz. Nach deren Vorstellung sei für die Entwicklung von Selbstakzeptanz und Selbstvertrauen jedoch die positive Selbstzuwendung grundlegend. Die konkret vorgeschlagenen Interventionen ordnen sie dementsprechend den Bereichen positive Selbstzuwendung, Selbstakzeptanz und Selbstvertrauen zu:
- Positive Selbstzuwendung: Achtsamkeitsübungen
- Positive Selbstzuwendung: Wahl eines liebevollen Beobachters und Identifikation des inneren Kritikers
- Positive Selbstzuwendung: Selbstfürsorge
- Selbstakzeptanz: Differenzierung des Werte- und Normensystems.
- Selbstvertrauen: Selbstkontrolle und Selbstmanagement.

Für die beiden interpersonellen Säulen soziale Kompetenz und soziales Netz schlagen sie vor, auf die beiden Behandlungsmanuale Assertiveness Training Programme von Ullrich und Muynck sowie das Gruppentraining sozialer Kompetenz von Pfingsten und Hinsch zurückzugreifen.
Stefanie Stahl nennt die Akzeptanz eigener Schwächen, die Selbstannahme und den Fokus auf die eigenen Stärken als selbstwertstärkende Interventionen. Sie empfiehlt die bewusste Einflussnahme auf seelische Empfindungen und zeigt auf, dass mittels Imaginationsübungen ein Kontakt zur eigenen inneren Kraft hergestellt werden kann. Der Gedanke an angenehme Momente beeinflusse die Gefühle in positiver Weise, so Stahl. Sie verweist in diesem Zusammenhang auf Übungen von Reddemann und Huber und spricht sich dafür aus, diese in den Alltag zu integrieren.
Darüber hinaus stellt sie auch Distanzierungsübungen vor, die helfen können, sich von belastenden Gedanken zu befreien. Bei einer dieser Übungen stellt sich der Protagonist beispielsweise vor, der Fahrer eines Autos zu sein, in dessen Kofferraum ein Sandsack liegt. Dieser symbolisiert die eigenen Belastungen. Die Vorstellung, der Sack habe ein Loch und mit jedem Stück Weg verliert der Sack an Gewicht und Schwere, kann dazu beitragen, sich von belastenden Erinnerungen und Gedanken zu befreien.
Auch das Verfassen eines Briefes an sich selbst, so als sei der Brief an einen guten Freund gerichtet, dient Stahl zufolge der Selbstwertstärkung. Dabei sei es wichtig, dass freundlich, verständnisvoll und einfühlsam auf die Probleme des Adressaten eingegangen wird. Lösungswege und Stärken können aufgezeigt werden. Als hilfreich erachtet Stahl auch die schriftliche Auflistung aller Dinge, für die Dankbarkeit empfunden werden kann. Dazu zählen beispielsweise persönliche Eigenschaften und eigene Stärken. Sollte es schwer fallen, diese zu ergründen, können auch Freunde oder Familienangehörige dazu befragt werden. Zur Verbesserung des Selbstwertgefühls sei es zudem wichtig, der Frage nach sowohl persönlichen als auch beruflichen Zielen nachzugehen und den Lebenssinn für sich zu definieren. Die Verantwortungsübernahme für sich selbst sieht Stahl als Grundlage für die Übernahme von Verantwortung für andere.